# Soortelijk volume
Het soortelijk (of specifiek) volume is het volume per massa-eenheid. IUPAC-symbool: v.
Om het soortelijke volume te berekenen kun je gebruikmaken van (de vaak bekende of makkelijk te bepalen) dichtheid, namelijk soortelijk volume = 1 / dichtheid. Afhankelijk van de gebruikte eenheden heeft het soortelijk volume eenheden als: m³/kg, m³/g, l/kg.
{\displaystyle v={\frac {V}{m}}={\frac {1}{\rho }}}
Omdat materialen krimpen en uitzetten onder invloed van de temperatuur, is het soortelijk volume ook afhankelijk van de temperatuur. Daarom dient de temperatuur er altijd bij vermeld te worden. Als geen temperatuur is vermeld, wordt normaal gesproken 20 °C bedoeld.
Voor een ideaal gas geldt:
{\displaystyle v={\frac {nRT/p}{m}}={\frac {RT}{Mp}}={\frac {{\bar {R}}T}{p}}}
waarbij, {\displaystyle {\bar {R}}} de specifieke gasconstante (de gasconstante gedeeld door de molaire massa) is, {\displaystyle T} de temperatuur en {\displaystyle p} de druk van het gas.